# Joël Gustave Nana Ngongang
Joël Gustave Nana Ngongang (1982-2015), connu également sous le nom de Joël Nana, est l'un des principaux défenseurs des droits humains des LGBT africains et militant pour la cause des malades du VIH/sida.

## Biographie
Joël Nana est un activiste, connu comme défenseur des droits de l'homme dans de nombreux pays africains, comme le Nigeria, le Sénégal et l'Afrique du Sud, en plus du Cameroun.
Il est directeur général de Partners for Rights and Development (Paridev), une société de conseil sur les droits de l'homme, le développement et la santé en Afrique au moment de sa mort. Avant d'occuper ce poste, il est le directeur exécutif fondateur de l'African Men for Sexual Health and Rights (AMSHeR), une coalition d'organisations LGBT / HSH travaillant pour lutter contre la vulnérabilité des HSH au VIH.
Joel Nana travaille dans divers pays et des organisations internationales, y compris Africa Research and Policy Associate à la Commission internationale des droits de l'homme gays et lesbiennes (IGLHRC), en tant que membre de Behind the Mask, une organisation médiatique à but non lucratif basée à Johannesburg et publiant un site Web d'actualités concernant les affaires gays et lesbiennes en Afrique. Il écrit sur de nombreux sujets dans le domaine des questions LGBT et du VIH / SIDA en Afrique et est un commentateur fréquent des médias. Joël Nana meurt le 15 octobre 2015 à la suite d'une maladie.

### Le «Yaoundé Eleven»
À la suite d'une descente dans un bar de Yaoundé, la capitale du Cameroun, en 2005, onze hommes sont arrêtés et emprisonnés sous l'inculpation d'homosexualité présumée. Joël Nana consacre une grande partie de son travail à faire connaître le sort des hommes arrêtés.
En partie grâce à ses efforts, le 10 octobre 2006, le Groupe de travail des Nations Unies sur la détention arbitraire a déclaré que la détention des 11 Camerounais sur la base de leur orientation sexuelle présumée constituait une privation arbitraire de liberté contraire au Pacte international sur les droits civils et politiques.

### Carrière avec des organisations LGBT africaines
La carrière de Nana en tant que défenseur des droits humains LGBT commence lorsqu'il travaille avec une association gay camerounaise appelée AGALES de 1999 à 2001.
Il passe ensuite du temps au Nigeria, où il fonde un site Web de défense des LGBT africains, retournant en partie au Cameroun pour organiser la communication et l'assistance aux hommes emprisonnés.
Au printemps 2005, il cofonde, avec deux collègues militants homosexuels, Alternatives-Cameroun, une organisation camerounaise de défense des droits humains qui lutte contre l'homophobie et met fin à la discrimination et aux abus contre les lesbiennes, les homosexuels, les bisexuels et les transgenres.

### Sur le colonialisme
Bien qu'une grande partie de sa carrière se déroule en Afrique de l'Ouest, les préoccupations de Joël Nana s'étendent à tout le continent africain. « En tant qu'Africains, nous ressentons les vestiges de la longue présence coloniale européenne sur notre continent », « Nous les ressentons lorsque d'autres organisations LGBT - occidentales, européennes, "internationales" - parlent en notre nom et nous ne sommes pas entendus. Seuls les Africains peuvent parler pour les Africains. » déclare-t-il.
Joël Nana affirme que "ni l'homosexualité ni l'homophobie ne sont étrangères à l'Afrique", comme le prétendent souvent les personnes anti-LGBTI et les militants LGBTI.
Joël Nana est commentateur fréquent sur les médias pour les questions LGBT et de VIH/SIDA, apparaissant sur des médias tels Radio France Internationale (RFI) et Chicago Public Radio.

### Combattre le VIH/SIDA
Joël Nana travaille aussi dans le domaine du VIH et du sida en parallèle à ses efforts pour les droits humains des LGBT. Au Cameroun, il participe activement à divers efforts de prévention du VIH ciblant les hommes homosexuels et bisexuels, un groupe à haut risque ignoré dans les campagnes officielles de prévention du VIH du gouvernement camerounais. À l'occasion de la Journée mondiale du sida — 1er décembre -- Nana coordonne une campagne d'envoi de lettres aux ministères de la Santé et aux comités nationaux de lutte contre le sida de tous les pays africains, les encourageant à ne pas ignorer les hommes gais et bisexuels dans leur travail.

## Distinctions
Joël Nana est distingué en 2011 aux Gay and Lesbian Awards (GALAS) d’Irlande, organisés par la Fédération nationale lesbienne et gay (NLGF) ; il est élu «Militant international de l’année» de la Fédération nationale lesbienne et gay irlandaise, après avoir été « nommé par la section irlandaise d’Amnesty International qui salue notamment son travail pour l’inclusion des LGBT dans les programmes de lutte contre le sida ».